# Lucien Dupont
Pour les articles homonymes, voir Dupont.
Lucien Dupont, né le 29 mai 1922 à Tulle (Corrèze), fusillé le 26 février 1943 au fort du Mont-Valérien (commune de Suresnes), est un résistant français. Étudiant, il fut l'un des organisateurs de l’OS en Côte-d'Or puis des FTP en Gironde.

## Jeunesse
Avant guerre, Lucien Dupont militait aux Jeunesses communistes en Côte-d'Or. Le rapport des renseignements généraux relatant l’arrestation de Lucien Dupont résumait fort bien l’activité clandestine de ce résistant. Ce rapport signalait, « Dupont est ce que l’on peut appeler un mobile chaque fois que le parti a eu besoin d’un homme de choc pour ranimer les volontés défaillantes il a fait appel à Dupont. Celui-ci en effet a eu durant ces derniers mois une vie assez mouvementée ».

## Seconde guerre mondiale
Arrêté une première fois pour diffusion de tracts, interné quelques semaines et condamné en novembre 1939 à un an de prison avec sursis par la cour d’appel de Limoges (Haute-Vienne) où il était en convalescence chez sa grand-mère, il rejoignit la Côte-d'Or en juin ou septembre 1940. Il reprit aussitôt contact avec les Jeunesses communistes et fit l’objet, le 27 octobre 1941, d’un mandat d’arrêt du parquet de Dijon,. Il quitta alors la Côte-d'Or pour Troyes où il fut actif sous l’identité de Marcel Joséphine.
En décembre 1941, il revint à Dijon et avec un militant italien Armand Tosin, surnommé Riqui (ou Riquy), il mit sur pied l’Organisation spéciale. Les deux hommes abattirent un officier allemand rue Victor-Hugo à Dijon le 28 décembre 1941 puis le 10 janvier 1942, lancèrent un engin explosif dans le local du Soldatenheim, place du théâtre de Dijon. Il passa alors en Saône-et-Loire où il réalisa un attentat contre un officier allemand le 27 janvier 1942 et fut arrêté, le 29 janvier 1942, en gare de Montchanin par les Allemands. Il était armé d’un pistolet automatique qu’il réussit à cacher.
Pendant son interrogatoire, il blessa son gardien ; lui-même fut blessé mais réussit à s’enfuir. L’avis de recherche qui fut lancé contre lui à la suite de cette action mentionnait qu’il était aussi l’auteur présumé d’un attentat à Dijon en janvier 1942 et qu’il avait comme pseudonymes Gros et Joséphine. Réfugié quelques jours à Montceau-les-Mines, il repartit à Troyes et attendit les ordres du parti.
Le 14 février 1942,la photo d'identité de Lucien est diffusée part la préfecture régionale de Dijon dans le Petit Comtois,dans un encart avis.
Début mars 1942, il fut convoqué à Paris où il reçut l’ordre de se rendre à Bordeaux pour organiser des groupes FTP, où ils étaient jusqu’alors inexistants. Accueilli par Georgette Lacabanne, il constitua avec bien des difficultés deux groupes. Le premier, dirigé par Vicente Gonzalès, réussit en avril à s’emparer d’un stock de vingt kilogrammes d’explosifs dans les carrières de Burie en Charente-Maritime et multiplia les incendies de paille autour de l’agglomération bordelaise. Le second endommagea dans la nuit du 1er au 2 mai un garage allemand à Bordeaux. L’arrivée de Lucien Dupont contribua également à relancer la propagande communiste dans la région bordelaise. Mais devant la crainte de ses hommes à s’engager dans la lutte armée, il prit lui-même les choses en main fin mai en réalisant un attentat à Bordeaux contre deux membres de l’armée d’occupation. Dès lors, la SRAJOP, en liaison étroite avec les services de la Sipo-SD nouvellement nommé, procéda à un important ratissage dans les milieux communistes : un peu moins de 200 militants furent interpellés en Gironde et en Charente-Maritime parmi lesquels figurent les principaux adjoints de Dupont, de nombreuses armes et plusieurs milliers de tracts sont saisis.
Début juillet 1943, le PCF envoya en Gironde Armand Duvivier (alias Ducelier), délégué du comité central et responsable national des FTP pour la région Sud, pour comprendre les faiblesses de l’organisation et les difficultés du recrutement dans la région bordelaise. Appelé à succéder à Lucien Dupont, un rendez-vous fut fixé le 7 juillet 1942 à Bordeaux, à la barrière de Toulouse. Mais Duvivier fut interpellé par Poinsot tandis que Dupont réussit in extremis à éviter l’arrestation. Le lendemain, sa fiancée, Marcelle Bastien (née le 25 septembre 1922 à Reims, déportée le 29 août 1943 à Ravensbrück d’où elle est revenue), Gérard Blot, responsable de l’organisation pour la Charente-Maritime, ainsi que quatre autres militants sont appréhendés par les policiers des renseignements généraux et de la SRAJOP. L’organisation communiste en Gironde et dans les Charentes est une nouvelle fois décimée. Quant à Dupont, grillé, il regagna Paris où il fut quelque temps isolé et mis hors circuit.
Le 10 septembre 1942, il fut mis en contact, par Perron, commissaire politique de la région nord de Paris des FTP, avec Gabriel Rabot. En compagnie de ce dernier, il participa à l’attentat manqué du 19 septembre 1942 contre un autobus transportant des soldats allemands de la Luftwaffe qui se rendaient à la base aérienne du Bourget, place de la Villette puis à celui du 5 octobre 1942, avenue Jean-Jaurès à Aubervilliers, qui se solda par un blessé. Les 6 et 7 octobre 1942, il distribua des tracts à l’entrée des usines Hotchkiss et Satam (La Courneuve).
Probablement dénoncé, alors qu’il devait réaliser l’attaque d’un encaisseur du Crédit Lyonnais à Paris pour s’emparer de la sacoche qui contenait de l’argent, il fut arrêté avec André Berthelot (Henri), Gabriel Rabot (Philippe) et Victor Recourat (Victor) le 16 octobre 1942. Porteur de faux papiers au nom de Georges de Villeneuve, demeurant rue du Moutier à Aubervilliers, il venait d’être nommé lieutenant par l’état major national des FTP.
Condamné à mort, il fut fusillé au fort du Mont-Valérien avec tous les résistants arrêtés dans la même affaire.